# 松戸 (松戸市)
松戸（まつど）は、千葉県松戸市の地名。郵便番号は271-0092。市名と同じ松戸であるが、市役所は根本にある。

## 地理
北側は樋野口、根本、本町、小根本、東側は岩瀬、松戸新田、南側は和名ヶ谷、二十世紀が丘美野里町、二十世紀が丘柿の木町、三矢小台、西側は小山、江戸川の対岸の県境を跨いで東京都葛飾区東金町、埼玉県三郷市高州、三郷市東町と接している。
河川
- 江戸川
- 坂川
- 樋古根川

## 歴史
水戸街道の千住宿から2つ目の宿場町である松戸宿が置かれていた。
1943年の松戸市成立までは東葛飾郡松戸町に位置していた。

## 世帯数と人口
2019年（令和元年）12月31日現在の世帯数と人口は以下の通りである。
| 大字 | 世帯数   | 人口    |
| ---- | -------- | ------- |
| 松戸 | 9158世帯 | 16931人 |

## 小・中学校の学区
市立小・中学校に通う場合、学区は以下の通りとなる。（詳しい番地については小中学校通学区域を参照のこと）
| 大字 | 番地 | 小学校                 | 中学校                 |
| ---- | ---- | ---------------------- | ---------------------- |
| 松戸 | 一部 | 松戸市立中部小学校     | 松戸市立第一中学校     |
| 松戸 | 一部 | 松戸市立相模台小学校   | 松戸市立第二中学校     |
| 松戸 | 一部 | 松戸市立南部小学校     |                        |
| 松戸 | 一部 | 松戸市立柿ノ木台小学校 | 松戸市立和名ケ谷中学校 |

## 交通

### 鉄道
- 東日本旅客鉄道（JR東日本）常磐線 松戸駅
- 京成電鉄松戸線 松戸駅

### バス
- 京成バス松戸営業所[5]
  - 松4、松5、松71、松72、松73、松74、松81、松82系統:松戸駅 - 松戸本町 - 松戸営業所 - 各行先
  - 松11系統:松戸駅 - 松戸本町 - 春雨橋 - 松戸郵便局 - 角町 - 矢切駅 - 国府台駅 - 市川駅
  - 松31系統:松戸駅 - 松戸本町 - 春雨橋 - 松戸郵便局 - 角町 - 矢切の渡し
  - 松51系統:松戸駅 - 松戸本町 - 春雨橋 - 宮前町 - 戸定歴史館 - 山下 - 山下坂上 - 分実 - 市川駅
  - 松51-2系統:松戸駅 - 松戸本町 - 春雨橋 - 宮前町 - 戸定歴史館 - 山下 - 山下坂上 - 分実 - 聖徳学園 - 市川駅
  - 松52、松54、松55系統:松戸駅 - 松戸本町 - 春雨橋 - 宮前町 - 戸定歴史館 - 山下 - 山下坂上 - 北国分駅 - 各行先
- 東武バスセントラル八潮営業所[6]
  - 松03系統:松戸駅 - 酒井大橋 - 三郷中央駅
  - 松04系統:松戸駅 - 伊勢野（新中川橋） - 八潮駅南口
  - 松05系統:松戸駅 - 潮止橋南（潮止橋） - 八潮駅南口
- 京成バス千葉ウエスト松戸東営業所
  - 4、4A、4B、51A、53A、51、53、3系統:松戸駅東口 - 岩瀬十字路 - 各行先
  - 16A系統:松戸駅東口 - 戸定歴史館 - 山下 - 分実 - 五中入口 - 市立東松戸病院
  - 16系統:松戸駅東口 - 戸定歴史館 - 山下 - 分実 - 秋山駅 - 梨香台団地 - 市立東松戸病院
  - 16系統:松戸駅東口 - 戸定歴史館 - 山下 - 分実 - 秋山駅 - 梨香台団地

### 道路

#### 一般国道
- 国道6号（水戸街道）
- 国道464号

#### 主要地方道
- 千葉県道5号松戸野田線

#### 一般県道
- 千葉県道180号松戸原木線
- 千葉県道281号松戸鎌ケ谷線
- 千葉県道401号松戸野田関宿自転車道線

## 施設

### 鉄道
- 松戸車両センター

### 行政
- 松戸市民会館
- 松戸市行政サービスセンター
- 松戸商工会議所
- 松戸公共職業安定所（ハローワーク）
- 松戸警察署
- 松戸探検隊ひみつ堂（観光案内所）

### 金融機関
- 松戸郵便局
- 松戸駅西口郵便局
- 三井住友銀行松戸支店
- 京葉銀行松戸支店
- 商工中金松戸支店

### 教育
- 松戸市立図書館本館
- 千葉県西部防災センター
- 千葉大学松戸キャンパス（園芸学部）
- 松戸市立中部小学校

### 宿泊
- 東横イン松戸駅東口
- ホテルゲイツイン
- 松戸グランドホテル
- ホテルシノザキ

### 公園等
- 平潟公園
- 旭ヶ丘第1公園
- 旭ヶ丘第2公園
- 柿ノ木台公園
- 柿ノ木台公園体育館

### 宗教
- 松戸神社
- 松先稲荷神社
- 宝光院
- 松龍寺
- 大正寺
- 善照寺
- 西蓮寺
- 来迎寺
- 清光寺
- カトリック松戸教会

### 城跡・陣屋跡
- 松戸城跡
- 旧松戸宿本陣跡地

### 旧跡
- 戸定邸（戸定が丘歴史公園）
- 松戸宿

### 商業
- アトレ松戸（旧ボックスヒル松戸店）
- キテミテマツド（旧伊勢丹松戸店）
- プラーレ松戸（イトーヨーカ堂松戸店）
- ピアザ松戸（かつてはバンダイミュージアムがあった）
- ニトリ松戸店
- 家電住まいる館YAMADA松戸本店

### 事業所
- NTTデータMCS
- 中村産業

## 関連文献
- 斎藤幸雄「巻之七 揺光之部 松戸の里」『江戸名所図会』 4巻、有朋堂書店、1927年、286-287頁。NDLJP:1174161/148。